# Філіппо Паліцці
Філі́ппо Палі́цці (італ. Filippo Palizzi; 16 червня 1818, Васто, Абруццо — 11 вересня 1899, Неаполь) — італійський художник 19 століття. Робив картини історичного жанру , портрети, пейзажі, розробляв побутовий та анімалістичний жанри.

## Життєпис
Народився і жив у Басто (Абруццо) до 1837 року. Відомо, що мав художні здібності і брав участь у створенні фігурок для різдвяних вертепів. 1837 року перебрався до Неаполя, де влаштувався у Художню академію. Навчання в академії не сподобалось і був вимушений покинути академію, аби навчатися у приватній школі художника Джузеппе Боноліса (1800—1851). У власних творах відійшов від настанов академізму у бік реалізму і досвіду художників Фрнції.
Мав старшого брата-художника, Джузеппе Паліцці (1812—1888), що покинув Італію і влаштувався в Парижі. Філіппо Паліцці виробив власну, не схожу на братову, художню манеру і займався фото, що вплинуло на ретельне відтворення на полотні численних подробиць. Використовував фотографії для створення власних композицій.
1855 року відвідав Францію, Бельгію та Нідерланди.
1880 року взяв участь у заснуванні шкіл промислового дизайну в Неаполі.
Два роки був головою Художньої академії Неаполя (1878—1880).
Працював у Парижі та в Неаполі.
Помер 11 вересня 1899 року у Неаполі.

## Вибрані твори
- "Ластівки біля калюжі "
- «Ковчег Ноя»
- «Віслюк», 1843
- «Жінка з куркою в руках», 1848
- «Стайня з конем і бараном», 1854
- «Дівчина біля джерела», 1856
- «Джузеппе Гарібальді верхи», 1860
- «Весна», 1868

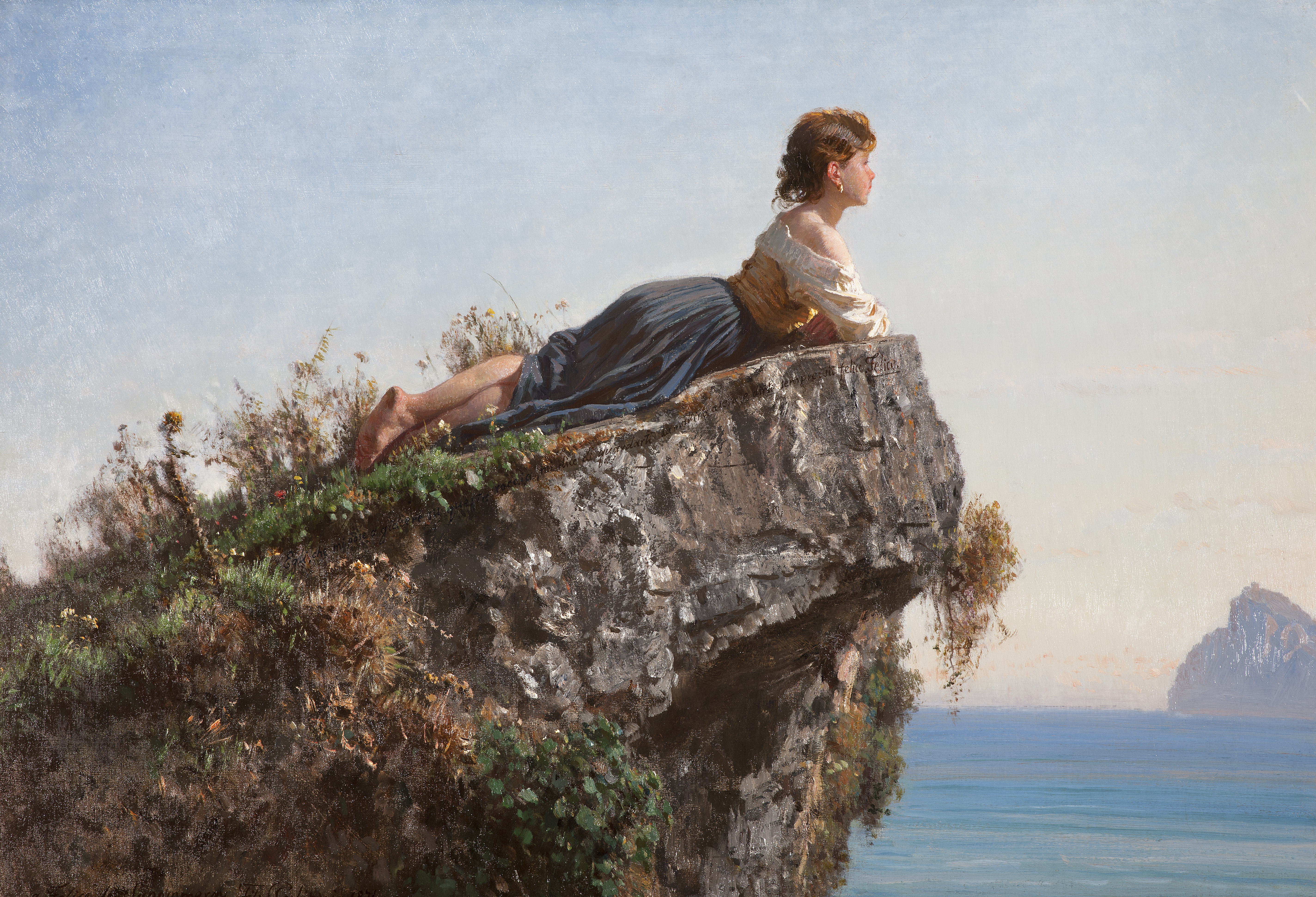
Філіппо Паліцці. «Дівчинка на скелі біля Сорренто», 1871

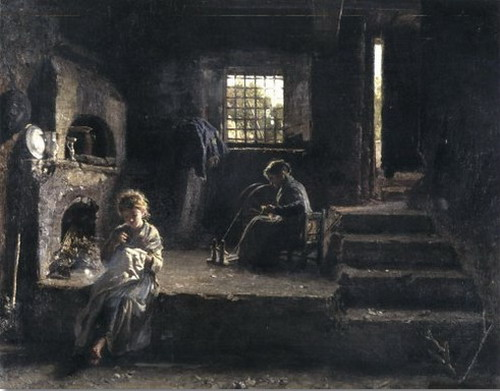
Філіппо Паліцці. «Бідна оселя»

- «Дівчинка на скелі біля Сорренто», 1871
- «Пастушка повертається з поля»
- «Голуби на паркані»
- «Бідна оселя»
- «Священик на вузькій вулиці»
- «Спанієль з двома цуценятами»
- «Три корови»
- «Полювання на оленя»
- «Полювання на вовка»
- «Старий бородань»
- «Годівля бичка»
- «Робітниці на розкопках у Помпеях», 1870

## Галерея вибраних творів

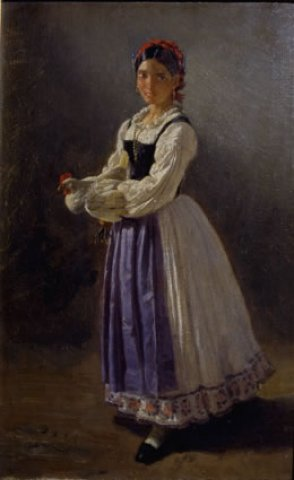
Філіппо Паліцці. «Жінка з куркою в руках», 1848 р.
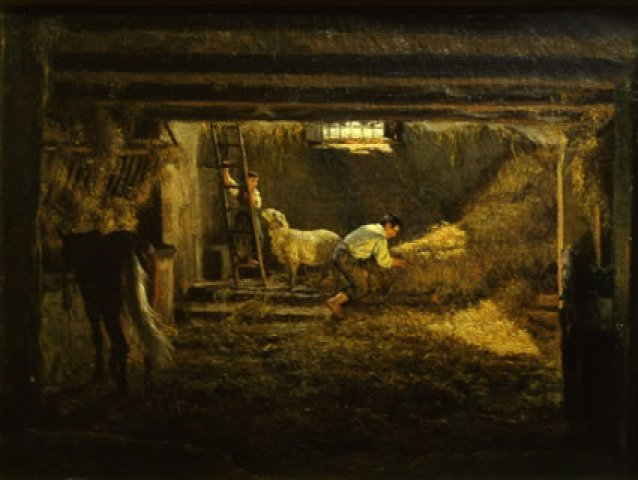
Філіппо Паліцці. «Стайня з конем і бараном», 1854 р.
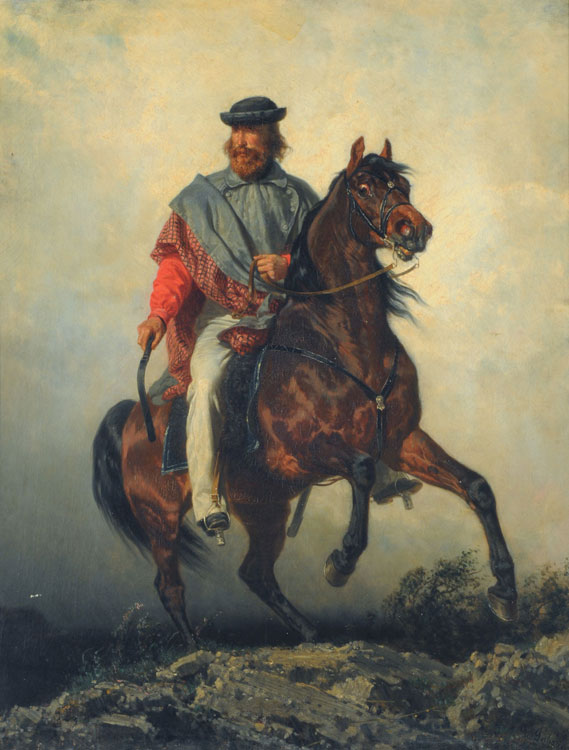
Філіппо Паліцці. «Джузеппе Гарібальді верхи», 1860 р.